# Abraxas luteolaria
Abraxas luteolaria là một loài bướm đêm trong họ Geometridae.